# Vivaro-alpin
Le vivaro-alpin est un dialecte septentrional de l'occitan,, parlé dans une zone qui s'étend des Alpes du Sud de la France aux contreforts orientaux du Massif central. Il a parfois pu être nommé rhodano-alpin, provençal-alpin, alpin-dauphinois ou dauphinois. Son aire de répartition va d'une partie du Velay et du Forez jusqu'aux Vallées occitanes d'Italie, en passant par le Haut-Vivarais et le sud des Alpes du Dauphiné, de la Provence et de l'arrière-pays niçois. En dehors de sa région d'origine, il est également localement parlé à Guardia Piemontese, une commune italienne en Calabre.
Selon le projet Langues en danger (Endangered Languages Project), il y a actuellement 200 000 locuteurs natifs du vivaro-alpin.
L’Atlas des langues en danger dans le monde, publié par l'Unesco en 2010 (dirigé par Christopher Moseley), le classe comme langue « en danger ».
Le vivaro-alpin comprenait également les parlers des vallées vaudoises du Piémont et des colonies vaudoises du Wurtemberg (notamment Großvillars, Welschneureut et Pinache) aujourd'hui éteints.

## Nom et classification

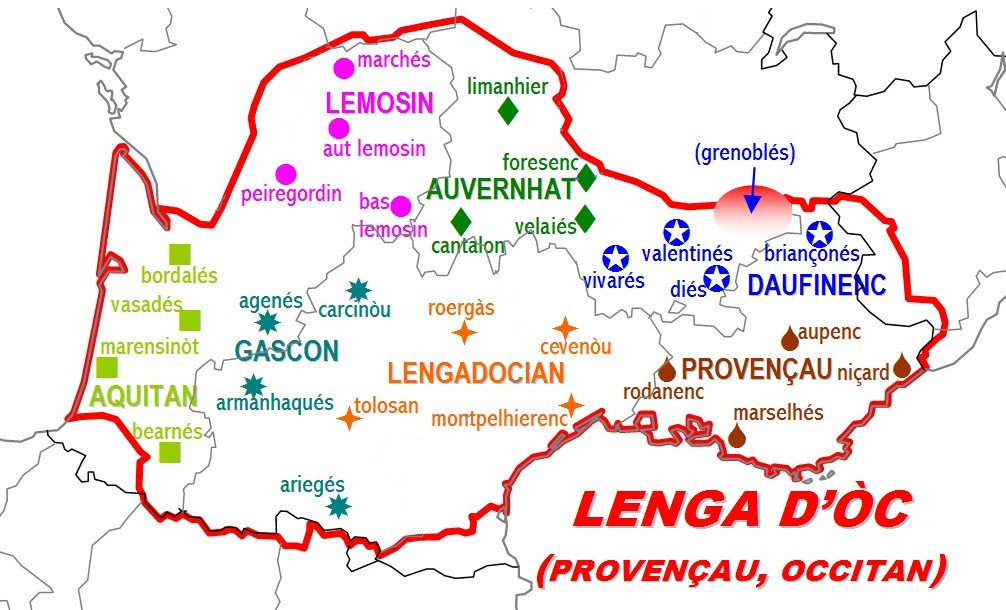
Selon Frédéric Mistral, le dialecte est appelé dauphinois.

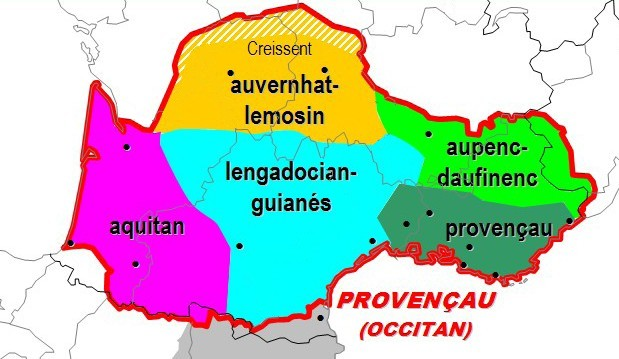
Jules Ronjat le nomme alpin-dauphinois.

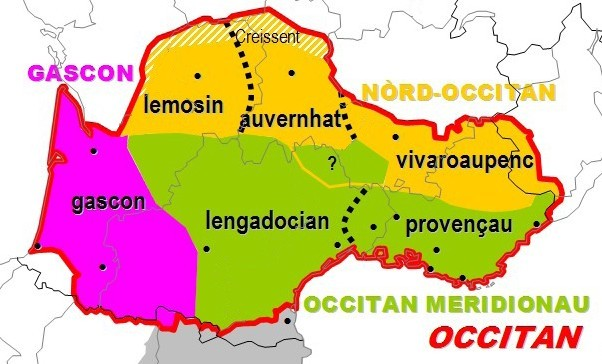
Pierre Bec le nomme vivaro-alpin.

Le vivaro-alpin est un parler occitan aux côtés du provençal, de l’auvergnat, du limousin, du languedocien et du gascon. Il est considéré comme une variante de l'occitan différente du provençal, sous l'appellation provençal alpin, que Pierre Bec dans son ouvrage La Langue occitane renomme vivaro-alpin.
Certain liguistes le rattachent au provençal et le claseant au sein de l'occitan oriental. Jean-Claude Bouvier, notamment, plaide en 1979 pour son rattachement au provençal. D'autres linguistes le classent au contraire au sein du nord-occitan de par ses proximités avec l'auvergnat et le limousin.
Ces classifications ne donnent pas leur place aux parlers de transitions, qui rendent ces variantes de l'occitan diverses et non uniformes.

## Sous-variétés
- Le vivaro-alpin oriental, ou alpin, est parlé dans une majeure partie des Alpes du Sud en France et en Italie, ainsi qu'à Guardia Piemontese en Calabre. En Italie, il est communément connu comme le cisalpin ou alpin oriental et comme le gardiol en Calabre. Les parlers vivaro-alpins des Alpes-Maritimes, des Alpes-de-Haute-Provence et des Hautes-Alpes sont traditionnellement appelés gavot.
- Le vivaro-alpin occidental, ou vivaro-dauphinois, est parlé dans une partie du Vivarais (plateau du Coiron, Boutières et Haut-Vivarais), du Velay, de la Loire (autour de Saint-Bonnet-le-Château), quelques communes à l'extrême sud-est du Puy-de-Dôme (Arlanc) et dans le Dauphiné méridional (Drôme hormis la pointe nord et l'extrême sud, ainsi que le sud de l'Isère). On peut faire référence au parler vivaro-vellave à l’ouest du Rhône et au rhodano-dauphinois à l'est du Rhône. L'occitan n'étant parlé que dans la partie sud du Dauphiné, l'appellation dauphinois peut être confondue avec le francoprovençal, parlé dans la partie nord.

## Caractérisation
Le vivaro-alpin  partage avec les autres variétés du nord-occitan (limousin, auvergnat) la palatalisation des consonnes k et g devant a notamment : chantar (« chanter »), jauta (« joue »). L'occitan méridional a respectivement cantar, gauta. Cette palatalisation dans la toponymie permet de mesurer le recul de l'usage du vivaro-alpin par rapport au provençal comme à Orange (Aurenga > Aurenja).
Toutefois, en raison de sa position géographique, il présente de nombreux traits communs avec le francoprovençal.
Sa caractéristique principale est la chute des dentales intervocaliques latines simples : chantaa ou chantaia pour chantada (« chantée »), monea pour moneda (« monnaie »), bastia ou bastiá pour bastida (« bâtie »), maür pour madur (« mûr »). En particulier, le t final des participes passés masculins y est amuï : chantà (noté chantat en graphie classique) pour chantat (« chanté »).
La désinence verbale de première personne y est -o (comme en francoprovençal et en piémontais, la variété la plus proche de l'italien septentrional): parlo pour parli ou parle (« je parle »), parlavo pour parlavi ou parlave (« je parlais »), parlèro pour parlèri ou parlère (« j'ai parlé, je parlai »).
Un trait fréquent est le rhotacisme de l (passage de l à r) : barma pour balma ou bauma (« grotte »), escòra pour escòla (« école »), saraa ou saraia pour salada (« salade »). Dans le val de Suse (Oulx, Bardonnèche...), le r rhotarique, roulé, se différencie du r "normal", qui est guttural [ʁ] (à la française). La norme de l'école du Pô, adaptée à ces parlers, respecte cette distinction par l'utilisation de la lettre ŗ ou ř pour le r guttural.
Dans les parlers des Alpes et du nord-est de la Haute-Loire, le vivaro-alpin a maintenu la prononciation de r final des infinitifs, fait exceptionnel en occitan moderne.